# Hiroyuki Sakashita
Hiroyuki Sakashita, född 6 maj 1959 i Japan, är en japansk tidigare fotbollsspelare.